# Bilibinskite
La bilibinskite è un minerale.